# Arctic Armageddon
Pour plus de détails, voir Fiche technique et Distribution.
Arctic Armageddon est un film catastrophe américain de 2023 réalisé par James Mahoney, avec Patrick Labyorteaux, Joe Finfera et Lindsey Marie Wilson dans les rôles principaux. Le film a été produit par The Asylum.

## Synopsis
En raison d'un tremblement de terre dans l’Atlantique Nord et des failles qui en résultent, le Gulf Stream s’éteint. Par conséquent, la température de la mer chute drastiquement et il y a une menace de nouvelle ère glaciaire. En très peu de temps, de nombreuses villes de l’hémisphère nord sont frappées par de fortes chutes de neige et des pluies glaciales. Le Pentagone convoque alors une équipe de crise. Le Secrétaire à la Défense Carter propose d’envoyer le sous-marin de recherche militaire USS Dallas (pennant number : SSN-598) vers la faille pour la détruire, dans l’espoir de rétablir les anciennes conditions météorologiques.
Le capitaine Price, qui commande le sous-marin, est sûr que la mission sera couronnée de succès grâce aux armements modernes à bord. Leur plus grand adversaire s’avère être la mer qui devient rapidement glacée. La directrice scientifique de l’expédition est le Dr Rebecca Woods. Avec le Dr Matt Johnson, elle pénètre dans des parties de la mer gelée. Celle-ci s’avère être un obstacle insurmontable pour le sous-marin, de sorte que la calotte glaciaire doit être détruite. En raison des températures glaciales, la technologie échoue, de sorte que le Dr Johnson doit faire exploser la bombe sur place et est tué dans l’explosion.
Au fur et à mesure que le sous-marin plonge sous la glace, de nouvelles complications surgissent, décimant progressivement l’équipage. Parfois, le sous-marin est pris dans la banquise à la surface de la mer, mais il parvient à se dégager. Une fois à destination, des torpilles sont tirées sur la faille. Malheureusement, celles-ci n’explosent pas. Cependant, la glace brisée par le sous-marin s’écrase sur les torpilles, qui explosent en conséquence. La température de la mer commence à remonter. La mission est un succès.

## Distribution
- Joe Finfera : Capitaine Price
- Emma Reinagel : Chloe Hanes
- Johnny Keatth : Ingénieur Fred O’Neil
- Lindsey Marie Wilson : Dr Rebecca Woods
- Cailin McDonald : Lieutenant Rodriguez
- Russell Jeffrey : Petty Officer (maître) Thompson
- Gabi Singh : Dr Eva Wilson
- Cedrick Terrell : Dr Matt Johnson[2]
- Patrick Labyorteaux : Secrétaire Carter
- Sam Abe Jacobs : Gary Freiberg
- Nathan Bock : Paul Jackson
- Stephanie Savic : Lt. Danby
- Zane Talkington : Lt. Gupta
- Jack Villhard : soldat Tate[3],[4]
- Brandon Lamberty : Homme d’équipage du sous-marin
- Terrell Hamilton : Technicien #1 du sous-marin[5]

## Production
Jeremiah Crothers et Tammy Klein ont été influencés par le changement climatique lors de l’écriture du scénario. De nombreux plans ont été tournés dans un studio de cinéma à Burbank (Californie) aux États-Unis. La plupart des plans extérieurs ont été tournés en Islande.
Le film est sorti le 8 novembre 2023 en vidéo à la demande aux États-Unis, son pays d’origine et en France le 7 mai 2024 sur Amazon Prime Video. Un peu plus tard, il apparaît également dans les sociétés de location de vidéos. En Allemagne, le film est sorti en DVD et Blu-ray le 28 juin 2024. Le 20 septembre 2024, le film a connu sa première diffusion télévisée gratuite en Allemagne sur Tele 5.

## Réception critique
Filmdienst dit du film :

« En termes de contenu, film trash insensé du studio The Asylum, sans aucune originalité et sans aucune idée de comment le faible niveau du film pourrait être vendu de manière excitante. Certaines séquences aux effets relativement passables se perdent dans les dialogues répétitifs et mortellement ennuyeux. »

Criticless parle d’un « véritable échec » et ce n’est « même pas assez mauvais pour être ironiquement bon ». Patrick Labyorteaux est nommé meilleur acteur du film. Au final, le film reçoit une note de 10%. Simkl décrit le film comme un « film catastrophe captivant » et trouve que le réalisateur James Mahoney « construit magistralement la tension » et combine « des images à couper le souffle avec des séquences d’action déchirantes. ».
Sur Rotten Tomatoes, le film n’a pas reçu de note en raison de trop faibles audiences. Dans l’Internet Movie Database, le film a une note de 3,0 sur 10,0 étoiles possibles avec plus de 200 votes exprimés (en juin 2023).